# 지방도 제997호선
지방도 제997호선은 경상북도 김천시 개령면 광천입구와 상주시 화북면 용화삼거리를 잇는 경상북도의 지방도이다.

## 연혁
- 2003년 2월 20일 : 기존 성주군 가천면 창천리와 김천시 지좌동을 잇던 연장 29.7km의 '성주 ~ 김천선' 노선 폐지및 김천시 광천동과 상주시 화북면 운흥리를 잇는 연장 98.3km의 '김천 ~ 상주선' 노선 신설[1]
- 2008년 4월 7일 : 외서 ~ 농암간 도로(상주시 외서면 대전리 ~ 예의리) 2.99 km 구간 확장 개통[2]
- 2015년 1월 7일 : 감문 ~ 공성간 도로(김천시 감문면 문무리, 상주시 공성면 이화리 ~ 옥산리) 2.63 km 구간 개통[3]
- 2021년 12월 6일: 실연장 반영으로 총 연장을 89.41km에서 88.46km로 변경함.[4]
- 2023년 2월 16일 : 황령2교(상주시 은척면 황령리) 620m 구간 확장 개통, 기존 300m 구간 폐지[5]

## 주요 경유지
- 김천시
  - 개령면 광천입구 - 광천1리 - 남전리
  - 감문면 위량초등학교 - 금라리 - 은림리 - 남곡리 - 도명리 - 문무리
- 상주시
  - 공성면 이화리 - 이화 교차로 - 공성면보건지소 - 옥산리 - 공서교 동단 - 공서교 - 금계1교 - 금계리 - 금계2교 - 공서초등학교 (폐교) - 봉산리 - 용신리
  - 외남면 소상리 - 구서리 - 소상교 - 외남초등학교 삼남분교 (폐교) - 신촌리 - 신상교 - 외남면 행정복지센터 - 신상리 - 흔평2리 - 흔평교 - 흔평1리 - 외남초등학교  - 소은리 - 지사리
  - 남원동 개운동 - 개운저수지 - 청구타운앞
  - 외서면 세천교 - 봉강교 - 봉강리 - 이천리 - 백전교 - 가곡리 - 우산재 (해발 230m) - 우산삼거리 - 우산리 - 이촌1교 - 이촌교삼거리 - 이촌리 - 독점교 - 대전교 - 대전1리 - 예의리 - 도재이교 - 대전2리
  - 은척면 풀무교 - 황령리 - 황령3교 - 황령4교
- 문경시
  - 농암면 (미포장 구간 : 쌍룡사 - 율수리 - 하율교) - 화산리 - 화산교 - 농암초등학교 청화분교 - 내서1교 - 내서2교 - 내서3교 - 내서4교 - STX리조트 - 쌍룡터널 (약 430m) - 병천교
- 상주시
  - 화북면 병천교 - 용유3교 - 용유리 - 화북면 행정복지센터 - 장암교 - 장암 교차로 - 장암2리 - 중벌2리 - 용화교 - 중벌1리 - 화북초등학교 용화분교 - 용화삼거리

### 해제 구간
이 구간은 2013년부터 해제되었다.
- 상주시
  - 남원동 청구타운앞 - 낙양동
  - 북문동 낙양사거리 - 상주종합버스터미널 - 북천교 교차로
  - 계림동 후천교사거리 - 상산교 교차로 - 복룡과선교 - 계룡교 교차로 - 화산육교 - 낙상교
  - 사벌면 덕담교 - 원흥리 - 세천교

## 중복 구간
- 상주시 공성면 공성면보건지소 ~ 공서교 동단 : 국가지원지방도 제68호선과 중복
- 상주시 외서면 우산삼거리 ~ 이촌교삼거리 : 지방도 제901호선과 중복
- 문경시 농암면 하율교 북단 ~ 상주시 화북면 장암2리 : 국가지원지방도 제32호선과 중복
- 상주시 화북면 용유리 ~ 장암2리 : 국가지원지방도 제49호선과 중복

## 도로명
- 김천시 개령면 광천입구 ~ 광천1리 : 광한1길
- 김천시 개령면 광천1리 ~ 감문면 위량초등학교 : 개령로
- 김천시 감문면 위량초등학교 ~ 상주시 공성면 이화 교차로 : 문화로
- 상주시 공성면 이화 교차로 ~ 공서교 동단 : 남상주로
- 상주시 공성면 공서교 동단 ~ 남원동 청구타운앞 : 석단로
- 상주시 외서면 봉강교 ~ 이촌교삼거리 : 우산로
- 상주시 외서면 이촌교삼거리 ~ 예의리 : 삼령로
- 상주시 외서면 예의리 ~ 문경시 농암면 하율교 북단 : 칠봉로
- 문경시 농암면 하율교 북단 ~ 상주시 화북면 용유리 : 청화로
- 상주시 화북면 용유리 ~ 장암2리 : 문장로
- 상주시 화북면 장암2리 ~ 용화삼거리 : 용화로